# Caloptilia ryukyuensis
Caloptilia ryukyuensis là một loài bướm đêm thuộc họ Gracillariidae. Nó được tìm thấy ở Nhật Bản (quần đảo Ryukyu).
Sải cánh dài khoảng 12 mm.
Ấu trùng ăn Glochidion hongkongensis và Glochidion zeylanicum. Chúng có thể ăn lá nơi chúng làm tổ.